# 김연훈
김연훈(金淵訓, 1984년 12월 23일 ~ )은 전 KBO 리그 kt 위즈의 내야수이자, 현 KBO 리그 kt 위즈의 2군 작전/주루코치이다.

## 선수 시절

### KIA 타이거즈시절
2007년 2차 2라운드 16순위로 입단했다. 김종국, 이현곤의 뒤를 받쳐 주는 백업으로 활약한 그는 2008년 5월 4일 SK 와이번스와의 2:3 트레이드(그, 전병두 <-> 채종범, 이성우, 김형철)를 통해 이적하였다.

### SK 와이번스시절
나주환, 정경배의 백업으로 활약하며 한국시리즈에 출전했고, 2009년 시즌에는 2군에 내려갔던 최정을 대신해 3루수를 맡으며 '철통 수비'를 한다고 불렸다.
2011년 6월 2일 두산전에서 역전 끝내기 홈런을 쳐 내며 팀의 승리를 이끌었다.
2015년 7월 21일 두산전에서 1510일만에 홈런을 쳐 내며 팀의 승리를 이끌었다.

### kt 위즈시절
2016년 KBO 리그 2차 드래프트를 통해 이적하였다.
2016년 4월 1일 SK전에서 김광현을 상대로 2점 홈런을 쳐 내며 팀의 승리를 이끌었다.

## 야구선수 은퇴 후
2018년부터 kt 위즈의 2군 작전/주루코치로 활동했다.

## 출신 학교
- 군산초등학교
- 군산남중학교
- 군산상업고등학교
- 성균관대학교

## 통산 기록
| 연도 | 팀명  | 타율  | 경기 | 타수 | 득점 | 안타 | 2루타 | 3루타 | 홈런 | 루타 | 타점 | 도루 | 도실 | 볼넷 | 사구 | 삼진 | 병살 | 실책 |
| ---- | ----- | ----- | ---- | ---- | ---- | ---- | ----- | ----- | ---- | ---- | ---- | ---- | ---- | ---- | ---- | ---- | ---- | ---- |
| 2007 | KIA   | 0.148 | 52   | 61   | 9    | 9    | 0     | 2     | 0    | 13   | 3    | 2    | 1    | 3    | 1    | 17   | 3    | 6    |
| 2008 | SK    | 0.111 | 19   | 36   | 4    | 4    | 0     | 0     | 0    | 4    | 0    | 0    | 0    | 1    | 0    | 3    | 3    | 2    |
| 2009 | SK    | 0.319 | 68   | 141  | 25   | 45   | 9     | 0     | 1    | 57   | 17   | 4    | 2    | 10   | 0    | 30   | 1    | 3    |
| 2010 | SK    | 0.243 | 73   | 136  | 20   | 33   | 4     | 1     | 0    | 39   | 4    | 8    | 4    | 2    | 1    | 14   | 2    | 2    |
| 2011 | SK    | 0.188 | 84   | 149  | 15   | 28   | 3     | 0     | 1    | 34   | 13   | 2    | 6    | 7    | 6    | 40   | 4    | 5    |
| 2015 | SK    | 0.267 | 49   | 60   | 4    | 16   | 1     | 0     | 1    | 20   | 3    | 0    | 1    | 6    | 1    | 18   | 0    | 4    |
| 2016 | kt    | 0.217 | 103  | 166  | 13   | 36   | 10    | 0     | 1    | 49   | 18   | 2    | 0    | 7    | 0    | 46   | 5    | 8    |
| 2017 | kt    | 0.167 | 19   | 24   | 1    | 4    | 2     | 0     | 0    | 6    | 3    | 0    | 0    | 0    | 0    | 3    | 0    | 1    |
| 통산 | 8시즌 | 0.226 | 467  | 773  | 91   | 175  | 29    | 3     | 4    | 222  | 61   | 18   | 14   | 36   | 9    | 171  | 18   | 31   |